# قصر سلوم
قصر سلوم أو طنوزة كما تعرف محليّاً، قرية سوريّة تتبع إداريّاً لمحافظة حلب منطقة منبج ناحية خفسة، بلغ تعدادسكانها (5000) نسمة حسب التعداد السكاني لعام2014وتتميز القرية بتوسطها بين عدة قرى منها الرعوفيا وغديني وتقع على الطريق العام بين المهدوم والخفسة وتتسع ارضها برقعة تتجاوزمسافة 5000 هكتاروتحادد من الشرق البوخروجب هندي ومن الغرب أبو حنايا والرعوفيا ومن الشمال العريضة ومن الجنوب عباجة تم التحرير بواسطه محمد الشريف.